# Convergencia Nacional "Kwa Na Kwa"
Convergencia Nacional "Kwa Na Kwa" (KNK; en Sango: Kwa Na Kwa) es un partido político existente en la República Centroafricana que se formó en torno a la figura de François Bozizé en su llegada al poder en 2003 a través de un golpe de Estado. Su nombre es de origen Sango que significa "Trabajo, sólo trabajo" y ocuparon originalmente el color naranja como el color representativo de la colectividad.
El movimiento proclamó a Bozizé como candidato a las elecciones presidenciales de 2005.
Tras el primer gobierno democrático que lograron, participaron de las elecciones legislativas de mayo de 2005, donde lograron 42 de los 105 escaños parlamentarios, imponiéndose como la principal fuerza política de la República Centroafricana.
En las elecciones presidenciales de 2011 logró nuevamente un período presidencial con Bozizé, logrando un 64,37% de los votos en la primera vuelta electoral.